# Compositie (IX)
Compositie, ook Compositie IX genoemd, is een schilderij van de De Stijl-voorman Theo van Doesburg in een privéverzameling in New York.

## Ontstaan
Voor deze compositie maakte Van Doesburg gebruik van zijn ontwerp van een tegelvloer op de begane grond en eerste verdieping van Vakantiehuis De Vonk van architect J.J.P. Oud uit 1917-1918. De compositie heeft dezelfde kleuren (wit, okergeel en zwart) en is opgebouwd volgens een raster van 10 bij 10 eenheden. Van Doesburg gebruikte vaker ontwerpen als basis voor autonome kunstwerken, zonder daarbij het oorspronkelijke ontwerp te kopiëren.

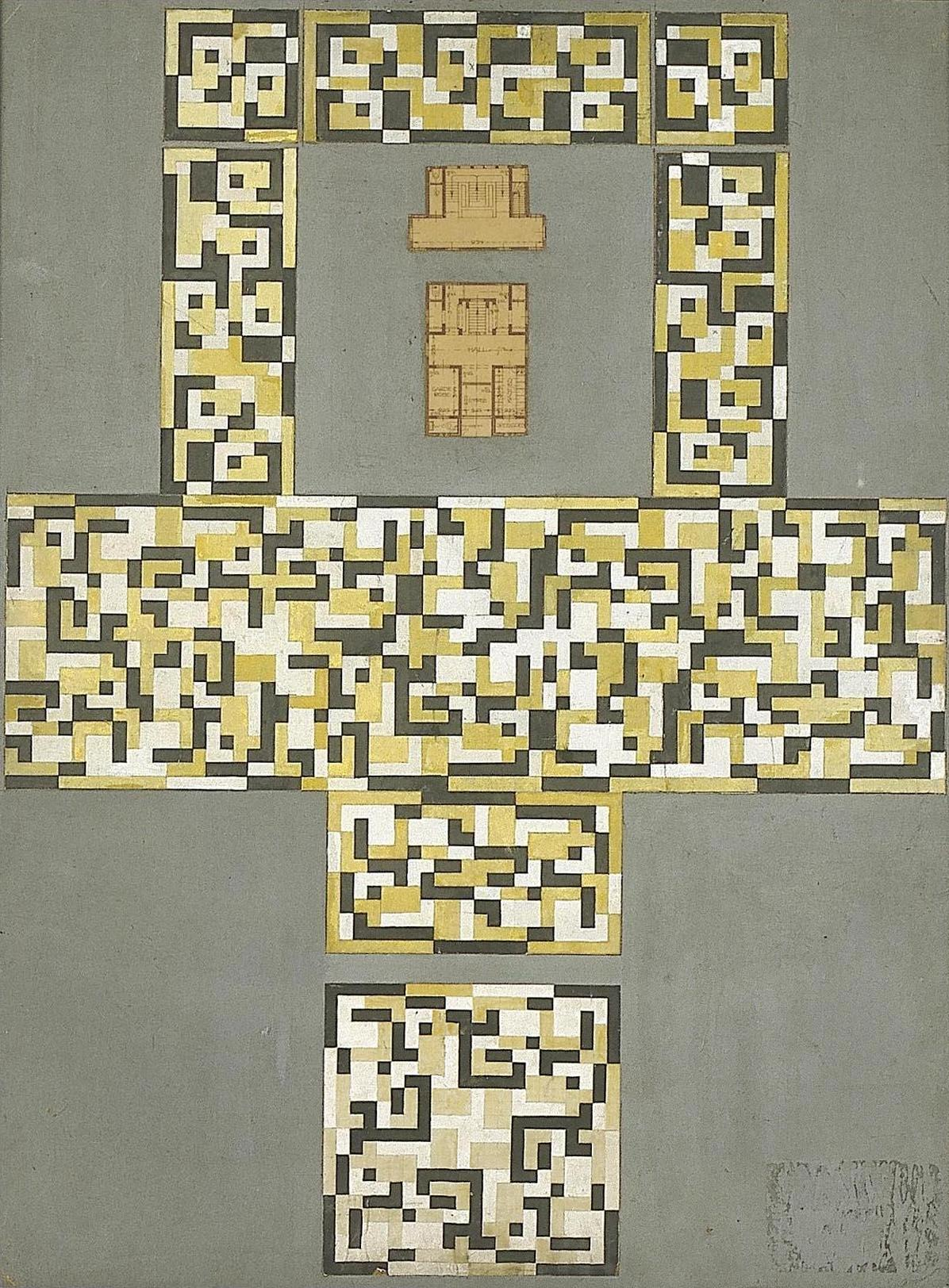
Theo van Doesburg. Ontwerp van een tegelvloer op de begane grond van vakantiehuis De Vonk, Noordwijkerhout. 1917-1918. Leiden, Stedelijk Museum De Lakenhal.

## Titel en datering
Op een lijst van schilderijen, die Van Doesburg omstreeks 1927 opstelde staat het werk vermeld als Compositie IX 1917 (Geel wit zwart ... ontw. tegelvloer). Het werk dat tegenwoordig bekendstaat als Compositie IX staat op deze lijst vermeld als Compositie VIII 1917 (doorbeelding der kaartspelers). In alle overige literatuur is het werk nummerloos. Het werk draagt aan de achterzijde Van Doesburgs monogram en het jaartal 1917.

## Lijst
Van dit werk is de lijst bij de compositie betrokken. Zie in dit verband ook Van Doesburgs Compositie III (stilleven), waarvoor ergens na 1923 een lijst is ontworpen die eveneens bij de compositie aansluit.

## Herkomst
Van Doesburg liet dit werk na aan zijn vrouw Nelly van Doesburg. Tussen 1947 en 1949 verkocht zij het vermoedelijk aan galerie de Pinacotheca in New York, die het in 1951 of daarvoor verkocht aan Dhr. Armand P. Bartos (1910-2005) te New York. Bartos liet het werk na aan zijn weduwe, Celeste Bartos-Gottesman.

## Tentoonstellingen

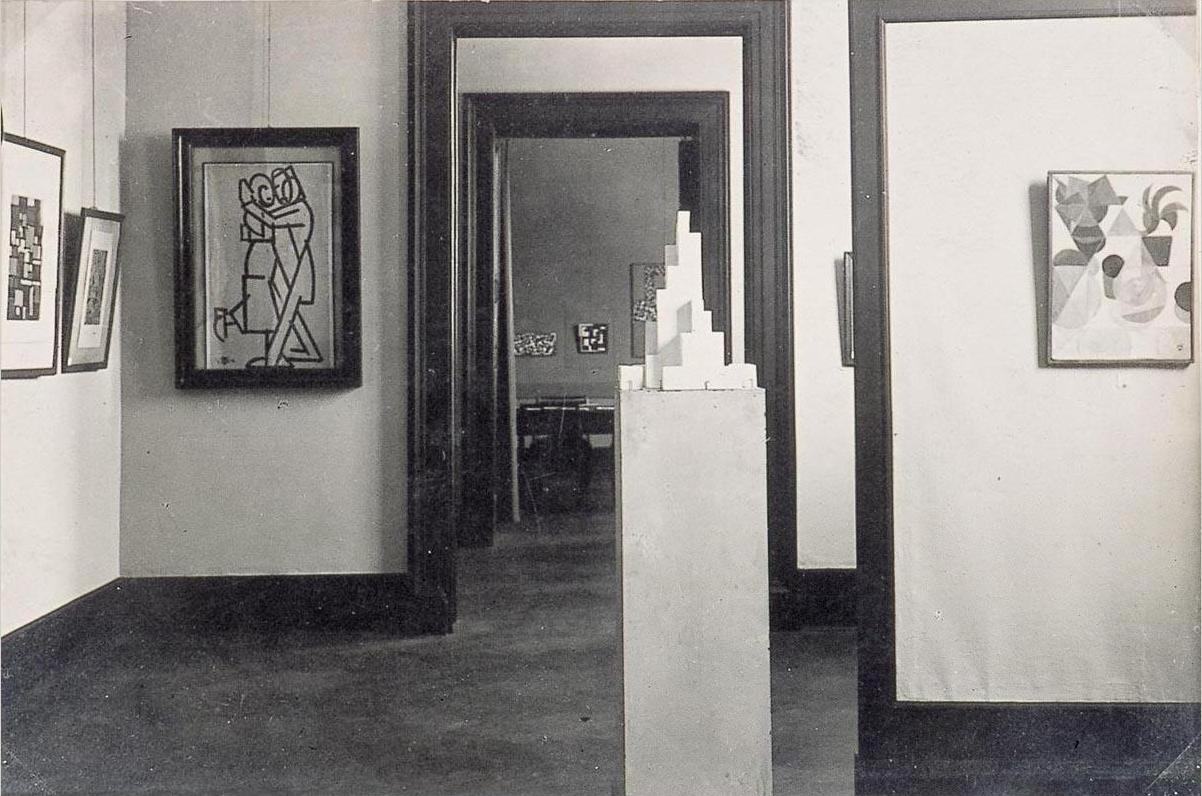
Overzichtstentoonstelling van Theo van Doesburg in het Landesmuseum in Weimar met op de achterwand Compositie [IX]. 1923-1924. Foto. ICN.

Compositie [IX] maakte deel uit van de volgende tentoonstellingen:
- Retrospektiv Theo van Doesburg, 16 december 1923-23 januari 1924, Landesmuseum Weimar. Zie afbeelding rechts.
- [Retrospektiv Theo van Doesburg] (?), ?-15 april 1924, Kestner Gesellschaft, Hannover.
- Konstruktivisten, 16 januari-14 februari 1937, Kunsthalle, Bazel.
- Theo van Doesburg. Retrospective exhibition, 29 april-31 mei 1947, Art of this Century Gallery, New York.
- Walt Kuhn, Lyonel Feininger and Theo van Doesburg (?), juni-15 juli 1947, County Museum of Art, Los Angeles.
- Theo van Doesburg, 29 juli-24 augustus 1947, San Francisco Museum of Modern Art, San Francisco.
- Theo van Doesburg (?), september 1947, Henry Art Gallery, Seattle.
- Theo van Doesburg. Paintings, drawings, photographs and architectural drawings, 15 oktober-8 november 1947, The Renaissance Society of the University of Chicago, Chicago.
- Theo van Doesburg (?), 20 november-12 december 1947, Cincinnati Art Museum, Cincinnati.
- Exhibition Van Doesburg, 5-23 januari 1948, Robinson Hall, Harvard University, Cambridge, Massachusetts.
- Theo van Doesburg, 5-31 maart 1951, Rose Fried Gallery, New York (als Oil study in ochre and black).
- Painters of de Stijl. Debut of abstract art in Holland, 1917-21, 17 mei-2 juni 1951, Sidney Janis Gallery, New York.
- De Stijl 1917-1928, 16 december 1952-15 februari 1953, Museum of Modern Art, New York.
- De Stijl 1917-1928, 15 maart-19 april 1953, Virginia Museum of Fine Arts, Richmond.
- Selected works by XXth century European artists, 8 januari-1 februari 1969, Sidney Janis Gallery, New York (als Composition in yellow and ochre).
- Van Doesburg and the International Avant-Garde, 20 oktober 2009-3 januari 2010, Stedelijk Museum De Lakenhal, Leiden (als Composition, design for tiled floor, De Vonk holiday home, Noordwijkerhout, ca. 1917-1918).
- Van Doesburg and the International Avant-Garde, 4 februari-16 mei 2010, Tate Modern, Londen (idem).